# Ismael Smith Marí
Ismael Smith Marí (Barcelona, 16 de juliol de 1886 - White Plains, Nova York, 1 de novembre de 1972) fou un escultor, dibuixant i gravador català, si bé Eugeni d'Ors, el 4 de juliol de 1906 des del seu Glosari de La Veu de Catalunya el nomenà escultor noucentista, era un artista molt personal i les seves produccions oscil·laven des del decadentisme fins a una esquematització expressionista. És el principal representant del corrent expressionista en escultura que es va donar a Catalunya en la primera dècada del segle xx, estroncat per la consolidació del vessant classicista del noucentisme.

## Biografia

### Formació
Ismael Andreu Victorià Smith i Marí va néixer a Barcelona el 16 de juliol de 1886, fill de Victorià Smith i Vicens, de Barcelona, i de Mònica Marí i Smith, de Gràcia. Va quedar orfe de pare a l'edat de 12 anys, ja que arran de la pèrdua de Cuba el pare s'arruïna i mor sobtadament, i la mare es fa càrrec dels cinc fills.
Va estudiar primer a l'Acadèmia Baixas de Barcelona 1898-1899 on s'inicia amb el dibuix i a partir de 1899 a Escola de Llotja fins a 1904, completant la seva formació als tallers dels escultors Rafael Atché, Pere Carbonell, Agapit Vallmitjana i Josep Llimona. També fou deixeble d'Alexandre de Riquer de qui va aprendre a fer ex-libris i la tècnica del gravat.
L'any 1903 obté una primera medalla a l'Ateneu Barcelonès i l'any següent guanya una segona medalla amb l'escultura titulada Tempestat al concurs d'aprenents organitzat per l'Escola Oficial de Belles Arts i Bells Oficis celebrat al Palau de Belles Arts de Barcelona.

### Barcelona
L'any 1905 apareixen reproduïdes a la revista “Garba” les escultures Una vella amb una espelma a la mà i Adam. El 1906 participa amb quatre guixos en l'exposició de "Les Modernes Arts i Lletres Catalanes" celebrada a la seu de la Lliga Regionalista de Barcelona. El mateix any té lloc la seva presentació pública a la Sala Parés, en una exposició conjunta amb Pere Ynglada i el 4 de juliol, Eugeni d'Ors des del Glosari a La Veu de Catalunya li atorga el primer nomenament d'artista noucentista. Apareixen publicats els seus dibuixos a la revista Or y Grana.
El 1907 obté una segona medalla per uns dibuixos caricaturescos i una tercera per l'escultura en guix En abundància, avui desapareguda a la V Exposició Internacional de Belles Arts i Indústries Artístiques de Barcelona. Participa també en "l'Exposición de Autorretratos de Artistas Españoles" on presenta el magnífic autoretrat Nano una figura com aquesta es pot veure al Museu Nacional d'Art de Catalunya. També el 1907 mostra dibuixos i escultures a la "Sala Ribas" de Barcelona en una exposició conjunta amb Laura Albéniz.
L'any 1908 presenta amb l'arquitecte Josep Pijoan el projecte pel Monument a Manuel Milà i Fontanals.
per ser erigit a Vilafranca del Penedès que finalment és rebutjat per la comissió. Malgrat haver posat la primera pedra i passar a bronze el bust de Milà i Fontanals, Pijoan i Smith no poden acabar l'obra. Enric Montserdà parent de Josep Puig i Cadafalch serà el projectista del monument, Manel Fuxà realitzarà el bust de l'escriptor i Eusebi Arnau realitzà la resta de les figures. El mateix any realitza una escultura funerària pel panteó de la família Camps i Novell al cementiri de Lloret de Mar d'estètica simbolista, en honor del seu mestre Josep Llimona.
Els seus dibuixos es publiquen a El Gràfic, La Campana de Gràcia, Mercurio, Papitu i Cu-Cut!, Or y Grana i també a col·laborà a La Ilustració Catalana, Art Jove i Picarol.
El 1909 il·lustra les portades dels llibres: El darrer miracle de Rafael Marquina -germà d'Eduard Marquina- Primer llibre de Dones d'Eduard Girbal Jaume i Orles de Josep Tharrats.
Vinculat des dels inicis al moviment noucentista, és membre fundacional de l'associació Les Arts i els Artistes i participa en la "I Exposició de Pintura i Escultura" celebrada al Faianç Català de l'any 1910 i mesos més tard participa en "l'Exposición de Retratos y Dibujos Antiguos y Modernos".
Freqüentava la colònia d'estiuejants de Cerdanyola del Vallès amb Enric Granados, els germans Roviralta, mossèn Garriga, per qui il·lustra el seu llibre "Contes blancs", la família del pintor Josep de Togores, Manuel Rocamora i Vidal i la seva germana ajudant-los en la recuperació històrica d'indumentària que donarà origen al Museu de la Indumentària Col·lecció Rocamora de Barcelona. Dibuixa els programes de festa i els impresos del Gran Casino del poble.
De la mà de Josep de Togores i de Muntades l'any 1910 té lloc la seva primera presentació a l'estranger en el marc de l'Exposition Internationale de Bruxelles on guanya una tercera medalla amb l'escultura en guix policromat d'una dansarina espanyola titulada Encarnación. A finals d'any es coneix que l'Ajuntament de Barcelona li ha concedit una pensió per anar a París.
El 1911 va exposar amb molt d'èxit al Faianç Català, amb els seus amics Néstor Fernández de la Torre, Laura Albéniz i Marià Andreu, presentat per Eugeni d'Ors és elogiada per tota la premsa especialitzada. Es publica l'Almanach dels Noucentistes, on col·labora amb dues il·lustracions. Participa també en la segona exposició del Saló de Les Arts i els Artistes.
A la VI Exposició Internacional d'Art de Barcelona de 1911 presenta un aiguafort i dues escultures. Guanya una tercera medalla en escultura amb el retrat de Pedro Turull. El monument a Pere Turull fundador de la Caixa de Sabadell realitzat segons el projecte de Jeroni Martorell, dins el pati de l'edifici de la primera seu de l'esmentada caixa a Sabadell s'encarregà a Smith, però finalment ell realitzarà solament el bust i la resta les figures al·legòriques són obra de l'escultor Manuel Fuxà i Leal
L'any 1916 aprofitant la seva estada a Barcelona després d'uns anys a París, realitzà els dos grans relleus per a la façana de l'edifici principal de la fàbrica d'Uralita Roviralta propietat del mecenes i promotor artístic Josep Maria Roviralta i el disseny gràfic de l'empresa.

### París

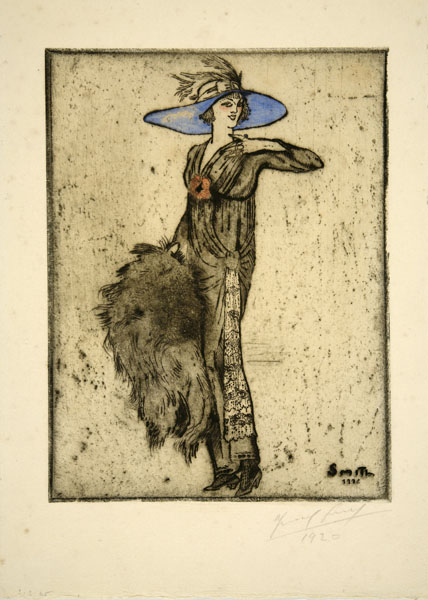
Ismael, Smith, Ready (1912) Gravat, (MNAC) de Barcelona.

El 1910 fou pensionat a París per l'Ajuntament de Barcelona. El mes d'abril de 1911 el Diari de Barcelona anuncia que l'artista ha marxat cap a la capital francesa on estudia a l'École Nationale des Arts Décoratifs fins al 1914, quan esclatà la Primera Guerra Mundial. A París coincideix amb els artistes Manolo Hugué, Marià Andreu, Manuel Cano de Castro i Josep de Togores. Va conèixer de prop el món de l'avantguarda, col·laborà amb Raoul Dufy i publicà dibuixos de moda a les prestigioses revistes "Journal des dames" i "Revue des Élegances Feminines".
El 1912 des de París col·labora a la revista Picarol i participa en el Salon d'Automne amb quatre escultures en guix. L'any 1913 es trasllada a Neuilly, a la Villa Méquillet, 5. Continua la seva participació en tots els certàmens parisencs: tres pintures al Salon des Indépendants, quatre gravats al Salon de la Société des Beaux-Arts i una escultura i un gravat al Salon d'Automne. El 1914 participa en el Salon de l'Académie de la Société Française amb una escultura, al Salon des Indépendants amb tres gravats i al Salon de la Société des Beaux-Arts amb una escultura i un gravat.
A l'Exhibition of Modern Spanish Art, celebrada a Brighton l'any 1914 i després a Londres, és un dels artistes participants que més destaca la premsa britànica pels seus sorprenents gravats. Entre 1915 i 1918 amb l'esclat de la Primera Guerra Mundial torna a Barcelona amb la seva mare i germana. Durant aquests anys passarà llargues temporades a Sevilla i a Madrid. En aquest període és professor de dibuix a l'Escola de les Dominiques d'Horta (Barcelona). A Madrid fa el bust a Francesc Cambó destruït per la metralla.

### Nova York
L'any 1919 s'instal·là a Nova York amb la seva mare i la seva germana Anna Maria. Els tres germans de l'artista ja havien traslladat els negocis familiars de París i Londres a Nova York un temps abans. Tota la seva família s'instal·la al 173 de Riverside Drive, a la vora del riu Hudson.
La seva carrera queda llavors centrada en el gravat i l'exlibrisme amb diverses exposicions a la ciutat nord-americana entre els anys 1919 i 1925, de les quals destaca l'exposició individual de gravats que va fer a la New York Public Library l'any 1921; exposà també a The Society of Independent Artists (fins al 1924), a The Brooklyn Society of Etchers i a la National Academy of Desing. En aquests anys, però la seva activitat artística va decréixer. Practica l'escultura només puntualment i serà rebutjada una peça per a l'església de Santa Teresa de Liseux de Washington.
En un parèntesi a Europa, entre 1926 i 1930, estigué a París, Madrid i Barcelona, on participà en l'Exposició Internacional de Barcelona de 1929, on presenta una escultura representant un Sagrat Cor, que finalment serà rebutjat i quedarà abandonat al port de Barcelona.
El 1931 de nou als Estats Units la seva activitat artística minvà extraordinàriament, per dedicar tots els seus esforços a estudiar una teràpia contra el càncer, una obsessió que va mantenir durant la resta de la seva existència.
L'any 1941 es trasllada a viure en una finca a Irvington, als afores de Nova York, i durant aquests anys es dedica a fer una col·lecció d'art. Fa de cicerone d'artistes catalans com Antoni Tàpies i Lluís Marsans en els seves estades a la ciutat dels gratacels.
Durant els anys 50 va dedicar-se a estudis pseudo-científics per buscar una cura contra el càncer. Completament oblidat com artista, l'any 1962, i després d'una sèrie de denúncies perquè es passejava despullat pel parc de la seva propietat a Irvington com a pràctica de les seves pròpies teories naturistes de teràpia, va ser ingressat contra la seva voluntat a l'hospital psiquiàtric de Bloomingdale, a White Plains d'on ja no va sortir.
A l'inici de ser ingressat va dirigir el taller de teràpia artística i va retornar a l'escultura. Va dur a terme una sèrie corprenedora de màscares que enllacen directament amb l'obra més expressionista de les dues primeres dècades del segle xx, i que serien el seu testament artístic.

## Obra
Ismael Smith va ser un artista multidisciplinari que es dedicà a la pintura, l'escultura, el dibuix, la il·lustració, el disseny d'interiors, el cartellisme, el disseny gràfic, la joieria, la ceràmica i que ha estat llegit per la historiografia d'una manera massa tancada. Entès com a noucentista, tal com el va definir Eugeni d'Ors ben aviat, moltes de les seves obres se'n escapen. I això és perquè Smith no va col·locar-se sota cap estil ni cap moviment, sinó que va provar i provar.
Això ho veiem clarament en la seva relació amb la ceràmica. Ismael Smith va col·laborar assíduament amb el ceramista Antoni Serra i Fiter en la realització de bibelots i en peces de ceràmica per a la construcció, moltes de les quals van ser exposades a l'Exposició Internacional d'Art de Barcelona de l'any 1907. De la col·laboració dels dissenys de Smith amb l'ofici del ceramista Serra observem la qualitat de les peces i la seva diversa condició estètica.Al costat de personatges que poden ser interpretats com a models noucentistes, trobem un seguit de figures que apel·len més aviat a l'expressionisme.
Com a escultor, realitzà nombrosos retrats de diverses personalitats catalanes, com Enric Prat de la Riba -conservat al Museu d'Història de Catalunya-, Francesc Cambó -destruït durant la Guerra Civil espanyola- d'Enric Granados, Josep Maria Junoy, Alfons Maseras, entre d'altres. Realitzà dissenys de modes i nombrosos ex-libris.

### Ismael Smith, gravador
Ismael Smith fou un destacat gravador. En la seva època de joventut va aprendre la tècnica del gravat i l'ex-libris d'Alexandre de Riquer. Va treballar principalment l'aiguafort amb un total de vuitanta-dues planxes; la litografia, amb setze làmines litogràfiques; la xilografia amb diverses plaques d'impressió de fusta i es compten una cinquantena d'ex-libris. La seva temàtica gira al voltant temes al·legòrics, religiosos, costumistes i "espanyols" amb un llenguatge que es mou entre el modernisme centre-europeu i el decadentisme. El seu primer gravat data de 1907 i es titula La mort i la donzella i va ser exposat a la mostra de la Sala Ribas de Barcelona amb Laura Albéniz, seguiran d'altres com La primera vanitat de 1909 de caràcter irònic i eròtic.
A París es dedicà intensament al gravat i començà a exposar les seves obres dins l'ambient elegant de la Belle Époque.
L'any 1917 a Barcelona il·lustra el conte Cabeza de pato de l'Editorial Muntañola publicat el 1920 amb text d'Alejandro Plana i el disseny i les il·lustracions de la publicitat de la casa de modes Enrique Borràs i del Casino de Cerdanyola del Vallès.
Els temes espanyols de "manoles" i "toreros" està molt present en la seva producció sota la influència de la tradició goyesca i el folklore hispànic tractats de manera inquietant, irònica, conflictiva i festiva seran molt apreciats a escala internacional. La música del seu gran amic el compositor Enric Granados i la ballarina Tórtola Valencia seran font d'inspiració en aquest vessant castís allunyat del noucentisme.
Els seus gravats espanyols tindran un gran ressò a Anglaterra arran de la seva participació en l'exposició d'art espanyol modern celebrada a Brighton i a Londres on presenta gravats de toros envestint els toreros. El 1922 inicia els tràmits per a la donació d'una col·lecció de gravats al departament de Gravat i Dibuix del Museu Britànic de Londres que es farà efectiva el 1924.
A Nova York es dedicarà exclusivament al gravat i a l'ex-libris, participant en diverses exposicions dedicades a aquests tema. La primera fou la del "Print Club" de l'any 1919, van seguir d'altres com l'organitzada per The Brooklyn Society of Etchers del qual era soci, en el Brooklyn Museum l'any 1922. La Pennsylvania Academy of Fine Arts, el compta entre els seus expositors de gravats habituals entre els anys 1921 i 1926. També i concorre al Club Samalgundi de Nova York i hi presenta gravats els anys 1924, 1925 i 1926.
Arribà a assolir fama internacional amb els seus gravats i ex-libris amb una iconografia molt personal. La seva activitat com a dissenyador d'ex-libris a Nova York serà molt fecunda i crearà més d'una cinquantena de peces per a personalitats de la societat de l'època. Les matrius dels seus gravats es conserven entre la Unitat Gràfica de la Biblioteca de Catalunya i la Calcografía Nacional de Madrid.
L'any 1955 fa una donació d'escultures, pintures, dibuixos i gravats al llavors Museu d'Art Modern de Barcelona. El Museu d'Art de Cerdanyola del Vallès va rebre una donació de 250 dibuixos de Smith mesos abans de la seva inauguració.

## Llegat
El Museu Abelló, recull un fons important de l'obra de Smith, com ara el dibuix Declaració d'Amor. Durant el 2011 es va fer una exposició dels seus gravats al Palau Maricel de Sitges. El 2017 es realitza una exposició monogràfica al Museu Nacional d'Art de Catalunya.
El 2022 l'autor Sebastià Portell va novel·lar la seva vida a l'obra Les Altures, publicada per l'Editorial Empúries. El 2023, amb motiu de la celebració dels 50 anys de la seva mort el Museu d’Art de Cerdanyola, el Museu Nacional d’Art de Catalunya, amb la col·laboració de la Xarxa de Museus d’Art i la Universitat Autònoma de Barcelona va organitzar les III Jornades Smith.